# Вава (деревня)
Вава — деревня в Смоленской области России, в Ельнинском районе. Население — 3 жителя (2007). Расположена в юго-восточной части области в 29 км к юго-востоку от города Ельня, в 3,5 км севернее автодороги Р96 Новоалександровский(А101)- Спас-Деменск — Ельня — Починок, в 1 км западнее от границы с Калужской областью. В 3 км северо-западнее деревни железнодорожная станция Теренино на линии Смоленск — Сухиничи. Входит в состав Теренинского сельского поселения.

## История
В 1943 году деревня являлась крупным узлом обороны гитлеровских войск.

## Известные люди
- 2 февраля 1947 года в деревне родился заслуженный лётчик России, командующий морской авиацией Военно-Морского Флота РФ, Федин И. Д.[3].